# Nova vas ob Sotli
Nova vas ob Sotli este o localitate din comuna Brežice, Slovenia, cu o populație de 60 de locuitori.